# Clérigos de San Viator
La congregación religiosa de los Clérigos de San Viator es una congregación de la iglesia católica de maestros laicos y religiosos fundada por Luis Querbes en Lyon, Francia, en el año de 1831. Fue aprobado por la Santa Sede 1838 por el Papa Gregorio XVI. La congregación reúne a cerca de 400 Hermanos y sacerdotes en 16 países.
La Congregación reúne tanto a religiosos como laicos en torno a la enseñanza y la promoción del culto en las comunidades en las que está presente.

## Historia
El fundador de la congregación, el sacerdote francés Luis Querbes, fundó la asociación bajo la premisa de que religiosos y laicos, en colaboración y comunidad, realizaran labores de enseñanza y de promoción del culto en las comunidades en las que están presentes. Así, presentó la idea al arzobispo de Lyon, Gaston de Pins, en el año 1831, y fue definitivamente aprobada bajo el papado de Gregorio XVI en 1838. Advocó la naciente congregación bajo el patronazgo de Viator de Lyon, santo ermitaño natural de la ciudad del padre Querbes, quien según su panegírico abandonó Lyon en el siglo IV junto con el arzobisbo de la ciudad, Justo, para hacer juntos vida contemplativa en el desierto de Egipto.
La comunidad creció a lo largo de los años fundando y gestionando colegios en distintos emplazamientos del planeta, hasta el día de hoy, que se encuentra presente en 16 países y tiene más de 400 religiosos consagrados.

## Administración
Como todo Instituto de vida Consagrada de la Iglesia católica, el Instituto de los Clérigos de San Viator está sujeto a las disposiciones y directrices de la Santa Sede y de la Regla propia al instituto, donde se estipula todo lo referente a la vida y obra de la Congregación.

### El Superior General
La cabeza de los clérigos es el sacerdote estadounidense Robert M. Egan.

### El Consejo General
El Consejo General está conformado por cinco Hermanos: El hermano superior general y cuatro hermanos miembros del consejo.
En la actualidad el Consejo General está conformado de la siguiente manera:
- Superior general: Robert M. Egan.
- P. Claudio José Ríos Saavedra.
- P. André Crozier.
- P. Carlos Orduña Díez.
- F. RICARD-Benoit Trembloy.

## Las provincias
La división territorial de los clérigos de San Viator de compone de provincias.